# Hřebečníky
Hřebečníky (en allemand : Roßhof) est une commune du district de Rakovník, dans la région de Bohême-Centrale, en Tchéquie. Sa population s'élevait à 245 habitants en 2020.

## Géographie
Hřebečníky se trouve à 14 km au sud de Rakovník et à 50 km à l'ouest-sud-ouest de Prague.
La commune est limitée par Pavlíkov au nord, par Hracholusky, Branov et Karlova Ves à l'est, par Skryje, Čilá et Hradiště au sud, et par Slabce à l'ouest.

## Histoire
La première mention écrite de la localité date de 1399.

## Administration
La commune se compose de cinq quartiers :
- Hřebečníky
- Novosedly
- Šlovice
- Týřovice
- Újezdec